# Elecciones estatales de Hesse de 1974
Las elecciones al octavo Parlamento de Hesse se celebraron el 27 de octubre de 1974. La CDU Hesse logró una vez más grandes ganancias y fue la primera fuerza política. A pesar de esto la coalición social-liberal liderada por Albert Osswald pudo obtener nuevamente la mayoría y formar un gobierno.

## Candidatos

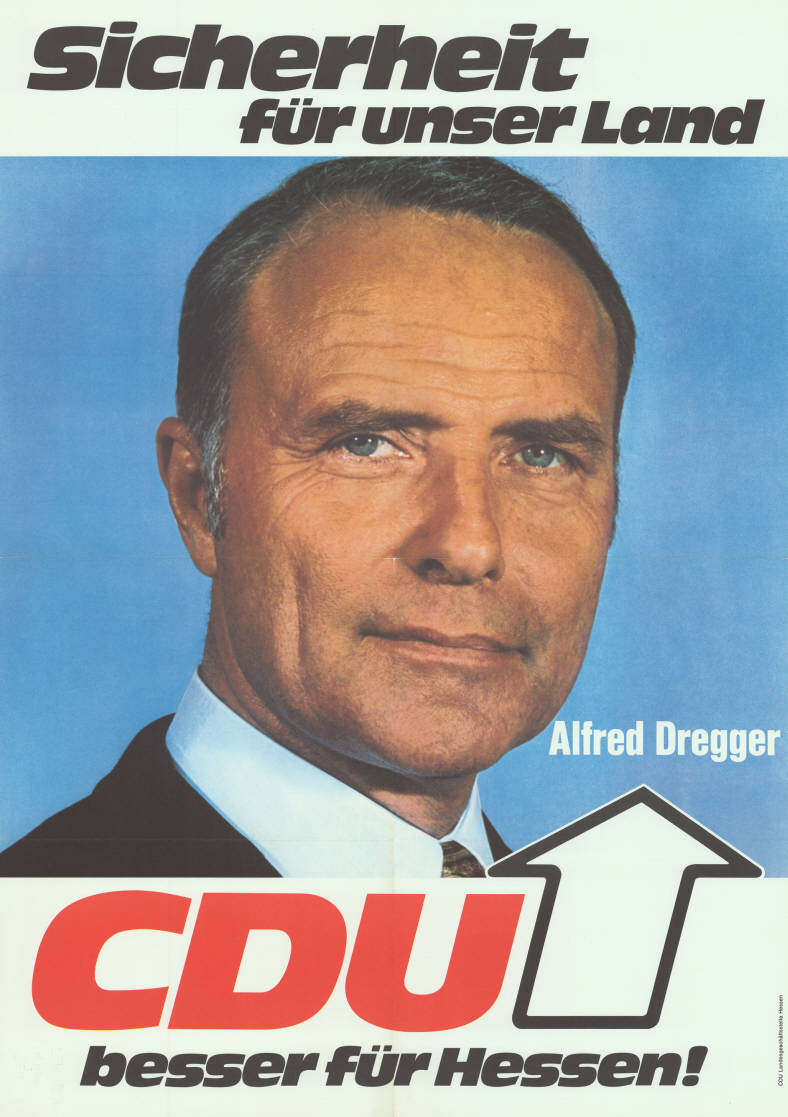
Cartel electoral de la CDU

El SPD postuló con el primer ministro Albert Osswald como principal candidato. El candidato de la CDU fue de nuevo el líder parlamentario Alfred Dregger. El candidato del FDP fue Heinz Herbert Karry.

## Resultados
| Partido        | Partido        | Votos     | %     | Candidatos | Mandatos directos | Escaños |
| -------------- | -------------- | --------- | ----- | ---------- | ----------------- | ------- |
| Hab. inscritos | Hab. inscritos | 3.850.223 |       |            |                   |         |
| Votantes       | Votantes       | 3.264.209 | 84,78 |            |                   |         |
| Votos válidos  | Votos válidos  | 3.230.420 | 98,96 |            |                   |         |
|                | CDU            | 1.528.793 | 47,32 | 55         | 35                | 53      |
|                | SPD            | 1.394.123 | 43,16 | 55         | 20                | 49      |
|                | FDP            | 238.726   | 7,39  | 55         |                   | 8       |
|                | NPD            | 32.713    | 1,01  | 55         |                   |         |
|                | DKP            | 28.699    | 0,89  | 55         |                   |         |
|                | KPD            | 4.168     | 0,13  | 22         |                   |         |
|                | KBW            | 2.732     | 0,08  | 19         |                   |         |
|                | BDK            | 352       | 0,01  | 2          |                   |         |
|                | ELC            | 23        | 0,00  | 1          |                   |         |
|                | Independientes | 91        | 0,00  | 2          |                   |         |
| Total          | Total          | 3.230.420 | 100   | 321        | 55                | 110     |